# 루카스 로메로
루카스 다니엘 로메로(Lucas Daniel Romero, 1994년 4월 18일 ~ )는 아르헨티나의 축구 선수로 현재 멕시코 리가 MX의 클루브 레온 소속이다. 포지션은 미드필더이고, 주로 수비형 미드필더를 수행한다.

## 경력
2012년 8월 9일 에스투디안테스와의 경기를 통해 데뷔했으며, 프리메라 디비전 2015 시즌에서 18경기(선발 15경기)에 출전해 1163분을 소화했다. 경기당 64.6분을 출전해 4번의 경고와 1번의 퇴장을 받았다.